# Miguel González (boxeador)
Miguel Alberto González Mena, conocido en el ámbito deportivo como El Muñeco González (Nueva Armenia, Jutiapa, 20 de abril de 1986), es un ex-boxeador hondureño, considerado el primer pugilista profesional en la historia de su país.

## Trayectoria
A la edad de diecisiete años, González llamó la atención del entrenador de boxeo Julián Solís, quien le animó a practicar el deporte. Sin embargo, el entrenamiento duró apenas un mes, y ambos tomaron rumbos diferentes, ya que el instructor partió a Tegucigalpa y Miguel se asentó en San Pedro Sula. Tras pasar unos tres años sin pelear, fue nuevamente invitado a reasumir sus entrenamientos, y como amateur tuvo un récord de cuarenta peleas, de las cuales ganó 27, perdió siete, y empató seis.
Su debut como profesional lo realizó el 20 de noviembre de 2010, contra el mexicano Juan Carlos Reyes en la Arena Monterrey de México, el cual ganó por nocaut.
El día 2 de abril tenía programado un nuevo combate en la Arena México, el cual se frustró ante la lesión del mexicano Issac Villegas en el camerino, aparentemente, otros dos contendientes declinaron enfrentar al hondureño.
En mayo la carrera del "Muñeco" pasó a ser manejada por la empresa Canelo Promotions, la misma del peleador mexicano Saúl Álvarez.
El mes de octubre, su empresa promotora Canelo Promotions anunció la suspensión del patrocinio a su carrera por tiempo indefinido, debido a las denuncias de corrupción en que vio envuelto su mánager Godofredo Fajardo, también subsecretario de deportes de Honduras, incoadas por su superior el ministro de cultura Bernard Martínez.
En el mes de enero de 2012, González —ya desvinculado de Solís y Fajardo— comenzó a entrenar bajo la dirección del exboxeador hondureño y medallista panamericano, Geovanny Baca,  quien fue sustituido por Roberto Martínez, primo de González.

### Peleas
| Fecha        | Lugar                                                          | Oponente*                    | Asaltos | Resultado | Detalle del resultado                           | Fuente |
| ------------ | -------------------------------------------------------------- | ---------------------------- | ------- | --------- | ----------------------------------------------- | ------ |
| 20 nov, 2010 | Arena Monterrey                                                | Juan Carlos Reyes            | 4       | Ganador   | Nocaut en el segundo asalto                     |        |
| 11 dic, 2010 | Gimnasio Alexis Argüello, Managua, Nicaragua                   | Reymundo Hernández           |         | Ganador   | Nocaut técnico antes del 2.º asalto             |        |
| 24 feb, 2011 | Panamá, Panamá                                                 | Jalfi Jiménez                | 4       | Ganador   | Nocaut al minuto con 41 segundos del 2.º asalto | [ 13 ] |
| 19 mar, 2011 | Centro de Convenciones Vasco Núñez de Balboa, Ciudad de Panamá | Franklin Ruiz                | 4       | Ganador   | Nocaut a los dos minutos del 2.º asalto         | [ 14 ] |
| 26 may, 2011 | Arena Jalisco de Guadalajara, México                           | José Cisneros                | 6       | Ganador   | Nocaut en el 3.er asalto                        | [ 15 ] |
| 26 jun, 2011 | Ciudad del Carmen, Campeche, México                            | Guillermo Mellado            | 4       | Ganador   | Decisión dividida                               | [ 16 ] |
| 6 ago, 2011  | Navojoa, México                                                | Edgar Bustillos              | 6       | Ganador   | Nocaut en el 3.er asalto                        | [ 17 ] |
| 24 ago, 2011 | Cozumel, México                                                | Ricardo Ake                  | 6       | Ganador   | Nocaut antes del 4.º asalto                     | [ 18 ] |
| 31 mar, 2012 | Managua, Nicaragua                                             | Edwin Calixto                |         | Ganador   | Nocaut en el 3.er asalto                        | [ 19 ] |
| 28 jun, 2012 | San Pedro Sula, Honduras                                       | Juan José Yoc (guatemalteco) | 6       | Ganador   | Decisión unánime                                | [ 20 ] |
| 2 dic, 2012  | Tegucigalpa, Honduras                                          | Josec Ruiz                   | 10      | Perdedor  | Nocaut en el 9.º asalto                         | [ 21 ] |
| 26 oct, 2013 | Tegucigalpa, Honduras                                          | Josec Ruiz                   | 10      | Perdedor  | Nocaut en el 8.º asalto                         | [ 22 ] |

* Excepto donde se indica lo contrario, todos tenían la nacionalidad del lugar de la pelea.

## Vida personal
Miguel González pertenece a la etnia garífuna y se crio entre la aldea Nueva Armenia, del municipio de Jutiapa, y Cayos Cochinos. Ha ejercido el oficio de pescador desde los catorce años, y su aspiración de convertirse en un boxeador proviene desde su infancia. Ha expresado su admiración por el ex campeón mundial Sugar Ray Leonard. Asimismo, el apodo "Muñeco" lo posee desde niño, cuando su madre, María Gladys Mena, lo llamó de esa manera cuando en cierta ocasión se enfermó de asma. Su padre, Miguel Arcángel González, falleció cuando el "Muñeco" era un adolescente. Cuando era joven, le avergonzaba su voz particularmente aguda, por lo que hablaba poco. Desde pequeño es muy amigo del futbolista hondureño Maynor Figueroa, ya que ambos son de Nueva Armenia.
Tras retirarse del boxeo, González estuvo postrado en un hospital público de Tegucigalpa en noviembre de 2018, por un grave problema en sus ojos por el cual había perdido la visión en un ojo y buena parte de la visión en el otro. Allí le realizaron una operación donde le extrajeron unas cataratas y recuperó paulatinamente su vista. En abril de 2019, a falta de ingresos y vivienda propia, González se hallaba viviendo en un pequeño cuarto en la Villa Olímpica de Tegucigalpa.